# Stevan Bena
Stevan Bena (cyr.: Cтeвaн Бeнa, ur. 23 sierpnia 1935 w Pančevie, zm. 5 maja 2012 w Belgradzie) – serbski piłkarz występujący na pozycji pomocnika. Reprezentant Jugosławii. Trener piłkarski.

## Kariera klubowa
Bena karierę rozpoczynał w 1954 roku w Dinamie Pančevo. W 1956 roku przeszedł do pierwszoligowej Vojvodiny. W sezonach 1956/1957 oraz 1961/1962 wywalczył z nią wicemistrzostwo Jugosławii. W 1964 roku został graczem niemieckiego TSV 1860 Monachium. W Bundeslidze zadebiutował 24 października 1964 w przegranym 0:3 meczu z Borussią Neunkirchen. W sezonie 1964/1965 wraz z TSV dotarł do finału Pucharu Zdobywców Pucharów, przegranego jednak z angielskim West Hamem.
W 1965 roku Bena odszedł do innego pierwszoligowego zespołu, Hannoveru 96. Zadebiutował tam 14 sierpnia 1965 w wygranym 1:0 spotkaniu z 1. FC Köln, a 2 października 1965 w wygranym 5:1 pojedynku z Tasmanią Berlin strzelił pierwszego gola w Bundeslidze. Graczem Hannoveru był przez dwa sezony. Następnie występował w amerykańskiej lidze NASL, w drużynach Oakland Clippers oraz Dallas Tornado. W 1970 roku zakończył karierę.

## Kariera reprezentacyjna
W reprezentacji Jugosławii Bena zadebiutował 11 października 1959 w przegranym 2:4 towarzyskim meczu z Węgrami. W latach 1959–1961 w drużynie narodowej rozegrał 7 spotkań.